# Julia Dream
A Pink Floyd Julia Dream című dala 1968. március 12-én jelent meg az It Would Be So Nice című kislemez B-oldalán. A dalt Roger Waters írta és David Gilmour énekli. Később a Relics és a The Early Singles című albumokon is megjelent.
A dal tempója lassú, fontos szerepet kap benne a Mellotron és a refrénben hallható tompított énekhang.

## Közreműködők
- David Gilmour – gitár, ének
- Roger Waters – basszusgitár, effektek
- Rick Wright – billentyűs hangszerek, vokál

### Produkció
- Norman Smith – producer